# Auxesis gabonicus
Auxesis gabonicus är en skalbaggsart som beskrevs av Thomson 1858. Auxesis gabonicus ingår i släktet Auxesis och familjen långhorningar.
Artens utbredningsområde är:
- Angola.
- Gabon.

Inga underarter finns listade.